# CD Marathón
Club Deportivo Marathón ist ein Fußballverein aus San Pedro Sula, Honduras und spielt in der Liga Nacional de Fútbol de Honduras, der höchsten Fußballliga des Landes. Derzeit ist Marathón, im Volksmund als „The Greens“ bekannt, eines der beliebtesten Teams in Honduras. Der Verein verfügt über eine große Fangemeinde im ganzen Land.

## Geschichte
Der Club wurde am 25. November 1925 von einer Gruppe von Freunden unter der Leitung von Eloy Montes gegründet. Der Vereinsname wurde vom damals stattfindenden Boston-Marathon inspiriert. ist mittlerweile einer der renommiertesten Vereine in Honduras. Spieler wie Maynor René Suazo oder David Suazo haben hier in ihrer Jugend gespielt.
Seit 1925 gibt es eine Rivalität zu dem Club Deportivo Olimpia, welches bekannt ist als Clasico Nacional (Nationales Derby). Dieses Spiel gibt auch die Rivalität wieder zwischen den beiden größten Städten Tegucigalpa und San Pedro Sula. 
Der Verein trägt seine Heimspiele im Yankel-Rosenthal-Stadion aus, einem Stadion mit 35.000 Sitzplätzen in San Pedro Sula. In naher Zukunft, wird Marathón der einzige Klub in Honduras sein, der ein eigenes Stadion besitzt. Alle anderen Stadien in der Liga sind im Besitz der Gemeinden.
Marathón hat 12 nationale Meisterschaften gewonnen, die zweitmeisten aller honduranischen Vereinsmannschaften. Er hat außerdem sechs honduranische Pokale, zwei Präsidentenpokale und zwei Concacaf-Ligen gewonnen.

## Erfolge

### National
- Meister Liga Nacional de Fútbol de Honduras: 8

1979/80, 1985/86, 2001/02 Clausura, 2002/03 Clausura, 2004/05 Apertura und Clausura, 2007/08 Apertura, 2008/09 Apertura, 2009/10 Apertura
- Sieger Honduran Cup: 1

1994/95

### International
- Dritter Platz CONCACAF Cup Winners’ Cup: 1

1995